# سیارک ۸۸۱۴
سیارک ۸۸۱۴ (به انگلیسی: 8814 Rosseven، نامگذاری:1983XG) هشت هزار و هشتصد و چهاردهمین سیارک کشف شده‌است که در ۱ دسامبر ۱۹۸۳ کشف شد.
قدر مطلق سیارک برابر ۱۲٫۴۰ است.